# Natten har tusen ögon (film)
Natten har tusen ögon är en amerikansk film från 1948 i regi av John Farrow. Manuset skrevs av Barré Lyndon och Jonathan Latimer. Filmen är baserad på romanen Night Has a Thousand Eyes av Cornell Woolrich.

## Handling
Elliott Carson förhindrar sin flickvän Jean Courtland att begå självmord. De stöter därefter ihop med en bekant till Jean, John Triton, som hävdar att han har mediala förmågor och kan förutse personers död, bland dem Jeans.

## Rollista
| Edward G. Robinson | – John Triton       |
| Gail Russell       | – Jean Courtland    |
| John Lund          | – Elliott Carson    |
| Virginia Bruce     | – Jenny             |
| William Demarest   | – Shawn             |
| Richard Webb       | – Peter Vinson      |
| Jerome Cowan       | – Whitney Courtland |
| Onslow Stevens     | – Dr. Walters       |
| Roman Bohnen       | – Melville Weston   |